# Cymbalophora haberhaueri
Cymbalophora haberhaueri là một loài bướm đêm thuộc phân họ Arctiinae, họ Erebidae.